# 309
Năm 309 là một năm trong lịch Julius. 